# Прокуліанська школа
Прокуліанська школа (Schola Proculiana) — одна з двох провідних шкіл з правництва у період ранньої Римської імперії. Отримала назву на честь правника Прокула.

## Діяльність
Заклав теоретичні підвалини школи Марк Антистій Лабеон, який незважаючи на свої консервативні республіканські погляди у праві дотримувався новаторства. В подальшому цю традицію Лабеона розвинули його наступники, який творчо підходили до питань права, а також правничим випадкам. Ідеї школи сформували за Прокула, від імені якого отримала назву сама ця школа права.

## Очільники
- Марк Антистій Лабеон — до 18 року
- Марк Кокцей Нерва — у 18-33 роках
- Прокул — з 33 року до кінця 60-х років
- Луцій Плотій Пегас — до кінця 80-х років
- Публій Ювенцій Цельс Старший
- Луцій Нерацій Пріск — до початку 120-х років
- Публій Ювенцій Цельс Молодший — до середини 130-х років